# Donja Lomnica (Vlasotince)
Pour les articles homonymes, voir Donja Lomnica.
Donja Lomnica (en serbe cyrillique : Доња Ломница) est un village de Serbie situé dans la municipalité de Vlasotince, district de Jablanica. Au recensement de 2011, il comptait 525 habitants.
Donja Lomnica est également connue sous le nom de Vela Lomnica.

## Géographie
Donja Lomnica est située sur les rives de deux petits ruisseaux, la Mala reka et la Golema reka. Ces deux ruisseaux mêlent leurs eaux dans le village et forment la rivière Šišavica, qui traverse ensuite le village voisin de Šišava. Donja Lomnica est reliée par une route asphaltée à Vlasotince et au village voisin de Sredor.

## Démographie
| 1948 | 1953 | 1961 | 1971 | 1981 | 1991 | 2002 | 2011 |
| ---- | ---- | ---- | ---- | ---- | ---- | ---- | ---- |
| 476  | 522  | 608  | 628  | 634  | 597  | 591  | 525  |

|  |